# Canton de Saint-Malo-de-la-Lande
Le canton de Saint-Malo-de-la-Lande est une ancienne division administrative française, située dans le département de la Manche et la région Basse-Normandie.

## Histoire
Le canton de Saint-Malo-de-la-Lande est créé le 15 octobre 1801.
De 1833 à 1848, les cantons de Lessay et de Saint-Malo-de-la-Lande avaient le même conseiller général. Le nombre de conseillers généraux était limité à 30 par département.

## Représentation

### Conseillers généraux de 1833 à 2015
| Période | Période          | Identité                                       | Étiquette           | Qualité |
| ------- | ---------------- | ---------------------------------------------- | ------------------- | --- |
| 1833    | 1837             | Guillaume Traisnel (1787-1851)                 |                     | Propriétaire à Lessay |
| 1837    | 1848             | Victor Rihouet                                 |                     | Avocat, propriétaire à Geffosses |
| 1848    | 1852             | Eugène des Essarts                             | Groupe Cavaignac    | Conseiller à la cour d'appel de Caen, député (1848-1849) |
| 1852    | 1870             | Urbain Le Verrier                              | Droite              | Astronome, membre de l'Institut, député (1849-1851), président du conseil général (1858-1870), conseiller municipal de Paris, conseiller général de la Seine |
| 1870    | 1882 (démission) | Frédéric Pignard-Dudézert                      | Républicain         | Conducteur des Ponts et chaussées |
| 1882    | 1898             | Ferdinand Pignard-Dudézert (fils du précédent) | Républicain         | Magistrat |
| 1898    | 1928 (décès)     | Jules Jéhenne                                  | Républicain Radical | Maire de Saint-Malo-de-la-Lande (1884-1928) |
| 1928    | 1940             | Jean Viaud                                     | Rad.ind.            | Médecin à Agon, conseiller d'arrondissement |
|         |                  |                                                |                     | |
| 1945    | 1973             | Louis Périer                                   | Ind.                | Charron, maire d'Agon |
| 1973    | 1998             | Claude Asselin                                 | RPR                 | Médecin Vice-président du conseil général, maire-adjoint d'Agon-Coutainville                                                                                 |
| 1998    | 2015             | Érick Beaufils                                 | DVD puis UMP        | Commerçant retraité Maire de Gouville-sur-Mer, vice-président du conseil général                                                                             |

Le canton participe à l'élection du député de la troisième circonscription de la Manche, avant et après le redécoupage des circonscriptions pour 2012.

### Conseillers d'arrondissement (de 1833 à 1940)
| Période                                  | Période | Identité          | Étiquette       | Qualité |
| ---------------------------------------- | ------- | ----------------- | --------------- | --- |
| 1833                                     | 1848    | M. Chapel         |                 | Propriétaire, adjoint au maire de Gouville                                                                  |
|                                          |         |                   |                 | |
| 1913                                     | 1928    | Jean Viaud        |                 | Médecin, maire d'Agon                                                                                       |
| 1928                                     | 1937    | Jean Vallée       | URD-RG          | Notaire, suppléant du juge de paix, maire de Blainville-sur-Mer                                             |
| 1937                                     | 1940    | Prosper Fromentin | Union nationale | Propriétaire, maire de Saint-Malo-de-la-Lande                                                               |
| 1940                                     |         |                   |                 | Les conseils d'arrondissement ont été suspendus par la loi du 12 octobre 1940 et n'ont jamais été réactivés |
| Les données manquantes sont à compléter. |         |                   |                 | |

## Composition

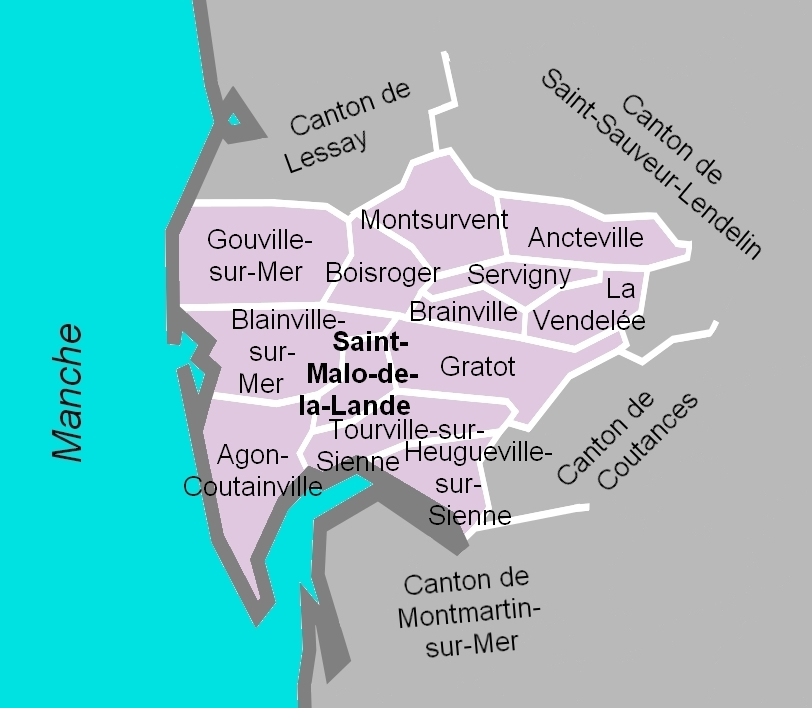
La carte des communes du canton, situé sur le littoral de la Manche. Les cantons limitrophes étaient ceux de Lessay, de Saint-Sauveur-Lendelin, de Coutances et de Montmartin-sur-Mer.

Le canton de Saint-Malo-de-la-Lande comptait 10 519 habitants en 2012 (population municipale) et regroupait treize communes :
- Agon-Coutainville ;
- Ancteville ;
- Blainville-sur-Mer ;
- Boisroger ;
- Brainville ;
- Gouville-sur-Mer ;
- Gratot ;
- Heugueville-sur-Sienne ;
- Montsurvent ;
- Saint-Malo-de-la-Lande ;
- Servigny ;
- Tourville-sur-Sienne ;
- La Vendelée.

À la suite du redécoupage des cantons pour 2015, les communes d'Agon-Coutainville, Blainville-sur-Mer, Boisroger, Gouville-sur-Mer, Montsurvent et Saint-Malo-de-la-Lande sont rattachées au canton d'Agon-Coutainville et les communes d'Ancteville, Brainville, Gratot, Heugueville-sur-Sienne, Servigny, Tourville-sur-Sienne et La Vendelée à celui de Coutances.

### Anciennes communes
Les anciennes communes suivantes étaient incluses dans le canton de Saint-Malo-de-la-Lande :
- Linverville et Montcarville, absorbée entre 1795 et 1800 par Gouville (Gouville-sur-Mer en 1925).
- Le Homméel, absorbée entre 1795 et 1800 par Gratot.

## Démographie
| 1962  | 1968  | 1975  | 1982  | 1990  | 1999  | 2006   | 2011   | 2012   |
| ----- | ----- | ----- | ----- | ----- | ----- | ------ | ------ | ------ |
| 7 533 | 7 208 | 7 152 | 7 436 | 8 095 | 9 007 | 10 056 | 10 559 | 10 519 |